# Thermantia
Thermantia (v. 386-415) est la fille cadette du général romain Stilicon et de Serena. Elle épouse l'empereur romain Flavius Honorius début 408 à la suite du décès de sa sœur Marie. Elle fut répudiée après la mort de Stilicon en août 408 et renvoyée à sa mère.

## Famille
Thermantia était fille de Stilicon, magister militum de l'Empire romain d'Occident et de Serena. Elle avait un frère, Eucherius et une sœur, Marie. Le recueil « De Consulatu Stilichonis » du poète latin Claudien rapporte que son grand-père paternel, dont le nom ne nous est pas parvenu, était un officier de cavalerie de Valens, empereur de l'Empire romain d'Orient. Le prêtre et apologiste Paul Orose précise que son grand-père paternel était un vandale romanisé.